# Valentin Zeileis
Valentin Zeileis (* 7. Oktober 1873 in Wachenroth; † 15. Juli 1939 in Gallspach) war ein Pionier der elektrophysikalischen Therapie.

## Leben
Der Sohn eines Kesselschmiedes erlernte das Handwerk des Metalldruckers sowie jenes seines Vaters. Manche Quellen bezeichnen ihn aber bloß als gelernten Schlosser. In Nürnberg fand er einerseits Kontakt zu Anhängern der Theosophie aber auch zu naturwissenschaftlichen Zirkeln. 1898 heiratete er die Pianistin Helene Gundler. Der einzige Sohn des Paares wurde im gleichen Jahr geboren. Nach der 1903 erfolgten Scheidung seiner Ehe zog Zeileis nach Wien und heiratete Friederike Mautner Markhof (1872–1954), Mitglied einer begüterten Industriellenfamilie und aktives Mitglied in Frauenrechtsbewegungen (Vienna Settlement Society, Bund Österreichischer Frauenvereine).
Ab 1903 war Valentin Zeileis als Kunsthandwerker der Wiener Werkstätte tätig und realisierte unter anderem Entwürfe von Kolo Moser (Mann von Editha Mautner Markhof).
Der junge Mann betätigte sich auch als Tierpfleger, Dompteur und „Heiler“ – begünstigt durch seine Beziehungen zu den Familien Mautner Markhof und Reininghaus. Zeileis beschäftigte sich vorrangig mit Versuchen betreffend die medizinische Anwendung von Elektrizität – und zwar mit hochfrequenten Wechselströmen. Nach dem Erwerb von Schloss Gallspach (1912) verlegte Zeileis 1920 seine Tätigkeit (die von Ärzten wie Julius Wagner-Jauregg allerdings als Kurpfuscherei attackiert wurde) in diesen oberösterreichischen Ort. 1929 wurde nach Plänen von Heinrich Schmid und Hermann Aichinger das Institut Zeileis errichtet.
Fritz Zeileis
Durch den Eintritt seines Sohnes Friedrich G. Zeileis (1898–1978) als Juniorpartner ins Behandlungsteam sollte die Zeileissche Behandlungstätigkeit auf eine festere juristische Grundlage gestellt werden. Zeileis junior hatte allerdings sein Doktorat in Deutschland gemacht, was Probleme der Nostrifikation aufwarf. Die Zulassung des Instituts erfolgte erst im Juni 1950.
Fritz Zeileis setzte nach dem Tod des Vaters dessen Werk fort und war langjähriger Leiter des Institut Zeileis. 1978 wurde ihm das Große Goldene Ehrenzeichen für Verdienste um die Republik Österreich verliehen.

## Würdigung
- 1926 wurde Valentin Zeileis Ehrenbürger der Gemeinde Gallspach, sein Sohn Fritz im Jahr 1937.
- Nach ihm ist die Valentin Zeileis-Straße in Gallspach benannt.